# Hassan Mudhafar Al-Gheilani
Hassan Yousuf Mudhafar Al-Gheilani (26 de junho de 1980) é um futebolista profissional omani que atua como defensor.

## Carreira
Hassan Mudhafar Al-Gheilani representou a Seleção Omani de Futebol na Copa da Ásia de 2015.